# Jorden er flad
Jorden er flad er en dansk spillefilm fra 1977 skrevet og instrueret af Henrik Stangerup. Filmen er baseret på Ludvig Holbergs skuespil Erasmus Montanus. Filmens handling er dog henlagt til Brasilien, og i filmen medvirker brasilianske skuespillere, der taler portugisisk.
Der blev allerede under filmens indspilning rejst kritik af filmens præmis om brug af brasilianske skuespillere m.v., idet filmen modtog dansk filmstøtte. Filmen modtog negativ kritik, da den blev vist i Danmark, og blev en publikumsmæssig fiasko. Den ruinerede Stangerup økonomisk og kostede ham hans ægteskab med Lotte Tarp.
Filmen blev vist ved filmfestivalen i Cannes, hvor den modtog pæne anmeldelser fra de franske kritikere.

## Medvirkende
- Torben Bille (Deus ex Machina)
- Fábio Carmargo (Dom Pedroca/Per Degn)
- Glória Cristall (Lisinha de Oliveira)
- Paulo Fortes (Geronte de Oliveira/Jeronimus)
- Wilson Grey (Joaquim Montanha/Jeppe Berg)
- Milton Luiz (Dom Sebastião/Jesper Ridefoged)
- Lúcia Mello (Nillinha Montanha/Nille Berg)
- Luis Pelegrini (Harlekin)
- Abel Prazer (Maneco Montanha/Jacob Berg)
- Telma Reston (Madalena de Oliveira/Magdelone)
- Fausto Wolff	(Erasmus Montanus/Rasmus Berg)

## Eksterne links
- Jorden er flad på Internet Movie Database (engelsk)
- Jorden er flad på Filmdatabasen
- Jorden er flad på danskfilmogtv.dk
- Jorden er flad på AllMovie (engelsk)
- Jorden er flad på Turner Classic Movies (engelsk)
- Jorden er flad på The Movie Database (engelsk)